# Quadrilles alabeses
Les Quadrilles Alabeses (en euskera, arabako taldeak, kuadrillak o eskualdeak) són les comarques que es divideix el territori històric d'Àlaba, són institucions històriques la principal funció de les quals és la d'atendre i administrar les necessitats dels seus habitants, especialment en les zones rurals. En euskera reben el nom de "eskualdeak".
Electes dels diversos ajuntaments que formen cada comarca es reuneixen en consells comarcals, anomenats quadrilles, que són òrgans de participació i consulta, és a dir, com a instruments de relació entre aquelles, les Juntes Generals d'Àlaba i la Diputació foral d'Àlaba, i com ens de promoció i gestió dels seus serveis d'interès comú. El territori alabès està dividit en 7 quadrilles: 
- Quadrilla d'Añana
- Quadrilla d'Aiara
- Quadrilla de Mendialdea
- Quadrilla de Laguardia-Rioja Alabesa
- Quadrilla de Salvatierra
- Quadrilla de Vitòria (coincideix amb el municipi de Vitòria)
- Quadrilla de Zuia

També estava dividit en quadrilles el Comtat de Treviño:
- Quadrilla d'Abajo
- Quadrilla de Riu Somoayuda
- Quadrilla de Val de Lauri
- Quadrilla de Val de Tobera